# Tomoya Fukuda
Tomoya Fukuda (福田 友也 Fukuda Tomoya?), född 10 september 1992 i Saitama prefektur, är en japansk fotbollsspelare.
Fukuda började sin karriär 2016 i FC Machida Zelvia. 2017 flyttade han till Grulla Morioka (Iwate Grulla Morioka). Han spelade 98 ligamatcher för klubben.